# Régina
Régina – wioska i gmina w Gujanie Francuskiej (Departament zamorski Francji); 904 mieszkańców (2011).